# Aleksandr Filippovič Kokorinov
Aleksandr Filippovič Kokorinov (in russo Александр Филиппович Кокоринов?; Tobol'sk, 29 giugno 1726 – San Pietroburgo, 21 marzo 1772) è stato un architetto russo.
È stato uno dei fondatori e primo direttore nel 1761 e rettore dal 1769 dell'Accademia Imperiale delle Arti di San Pietroburgo.
L'eredità architettonica di Kokorinov è stata ridotta, da recenti ricerche, a due soli edifici, l'Accademia Russa di Belle Arti a San Pietroburgo, progettata con l'architetto Vallin de la Mothe, e il palazzo di Kirill Razumovsky sempre a San Pietroburgo.

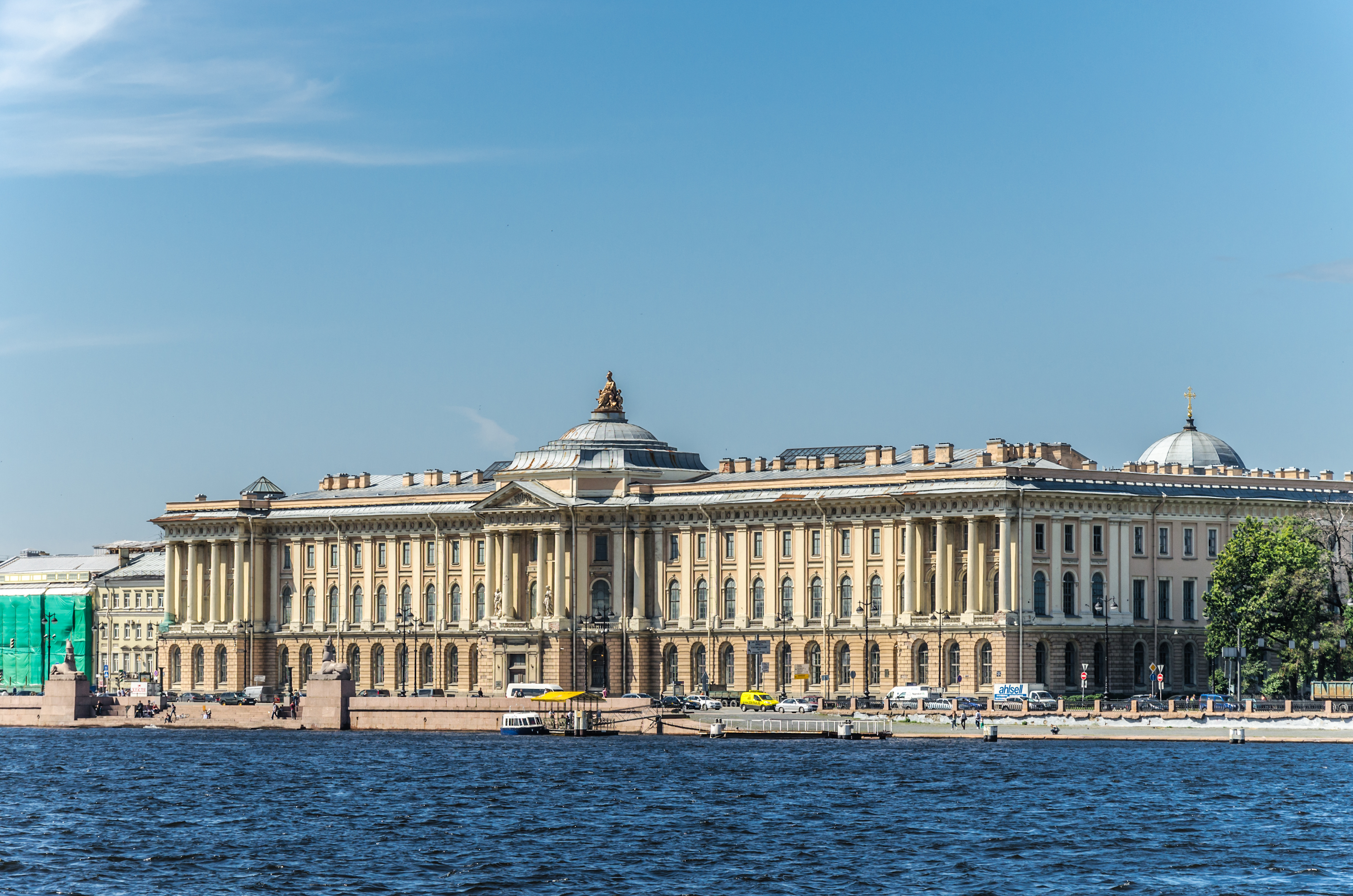
Accademia Russa delle Belle Arti a San Pietroburgo